# Пјетручи (Рим)
Пјетручи је насеље у Италији у округу Рим, региону Лацио.
Према процени из 2011. у насељу је живело 116 становника. Насеље се налази на надморској висини од 147 м.